# Jakob Pöltl
Jakob Pöltl (Vienna, 15 ottobre 1995) è un cestista austriaco di ruolo centro, professionista in NBA con i Toronto Raptors.

## Carriera

### NBA

#### Toronto Raptors
Dopo aver giocato un anno coi Traiskirchen Lions in Austria e due anni nell'Università dello Utah, il 13 Aprile 2016 si rese eleggibile per il Draft NBA 2016.
Il 23 giugno dello stesso anno venne selezionato come nona scelta assoluta dai Toronto Raptors.
Il 27 ottobre 2016 esordì nella gara interna contro i Detroit Pistons vinta dai Raptors per 109-91, diventando così il primo austriaco in assoluto a giocare in NBA. In stagione giocò 54 partite in RS (4 da titolare) e 6 nei playoffs in cui i Raptors uscirono al secondo turno venendo eliminati per 4-0 dai Cavaliers futuri finalisti.

#### San Antonio Spurs
Il 18 luglio 2018 venne scambiato insieme a DeMar DeRozan ed una scelta protetta del draft 2019, in cambio di Kawhi Leonard, Danny Green e 5 milioni di dollari, diventando così un giocatore dei San Antonio Spurs.

## Statistiche

### NCAA
| Anno      | Squadra   | PG | PT | MP   | TC%  | 3P% | TL%  | RP  | AP  | PRP | SP  | PP   |
| --------- | --------- | -- | -- | ---- | ---- | --- | ---- | --- | --- | --- | --- | ---- |
| 2014-2015 | Utah Utes | 34 | 34 | 23,3 | 68,1 | 0,0 | 44,4 | 6,8 | 0,7 | 0,4 | 1,9 | 9,2  |
| 2015-2016 | Utah Utes | 36 | 36 | 30,4 | 64,6 | -   | 69,2 | 9,1 | 1,9 | 0,6 | 1,6 | 17,2 |
| Carriera  | Carriera  | 70 | 70 | 26,9 | 65,8 | 0,0 | 60,7 | 8,0 | 1,3 | 0,5 | 1,7 | 13,3 |

#### Massimi in carriera
- Massimo di punti: 32 vs Temple (22 novembre 2015)[6]
- Massimo di rimbalzi: 18 vs Fresno State (17 marzo 2016)
- Massimo di assist: 6 vs Fort Wayne (5 dicembre 2015)
- Massimo di palle rubate: 4 vs USC (21 febbraio 2016)
- Massimo di stoppate: 7 vs San Diego State (18 novembre 2014)
- Massimo di minuti giocati: 43 vs California (11 marzo 2016)

### NBA

#### Regular Season
| Anno      | Squadra           | PG  | PT  | MP   | TC%  | 3P%  | TL%  | RP  | AP  | PRP | SP  | PP   |
| --------- | ----------------- | --- | --- | ---- | ---- | ---- | ---- | --- | --- | --- | --- | ---- |
| 2016-2017 | Toronto Raptors   | 54  | 4   | 11,6 | 58,3 | -    | 54,4 | 3,1 | 0,2 | 0,3 | 0,4 | 3,1  |
| 2017-2018 | Toronto Raptors   | 82  | 0   | 18,6 | 65,9 | 50,0 | 59,4 | 4,8 | 0,7 | 0,5 | 1,2 | 6,9  |
| 2018-2019 | San Antonio Spurs | 77  | 24  | 16,5 | 64,5 | -    | 53,3 | 5,3 | 1,2 | 0,4 | 0,9 | 5,5  |
| 2019-2020 | San Antonio Spurs | 66  | 18  | 17,7 | 62,4 | -    | 46,5 | 5,7 | 1,8 | 0,6 | 1,4 | 5,6  |
| 2020-2021 | San Antonio Spurs | 69  | 51  | 26,7 | 61,6 | -    | 50,8 | 7,9 | 1,9 | 0,7 | 1,8 | 8,6  |
| 2021-2022 | San Antonio Spurs | 68  | 67  | 29,0 | 61,8 | 100  | 49,5 | 9,3 | 2,8 | 0,7 | 1,7 | 13,5 |
| 2022-2023 | San Antonio Spurs | 46  | 46  | 26,1 | 61,6 | 0,0  | 60,5 | 9,0 | 3,1 | 0,8 | 1,1 | 12,1 |
| 2022-2023 | Toronto Raptors   | 26  | 25  | 27,2 | 65,2 | -    | 56,9 | 9,1 | 2,2 | 1,2 | 1,3 | 13,1 |
| 2023-2024 | Toronto Raptors   | 50  | 50  | 26,4 | 65,6 | -    | 55,1 | 8,6 | 2,5 | 0,7 | 1,5 | 11,1 |
| 2024-2025 | Toronto Raptors   | 57  | 56  | 29,6 | 62,7 | 33,3 | 67,4 | 9,6 | 2,8 | 1,2 | 1,2 | 14,5 |
| Carriera  | Carriera          | 595 | 341 | 22,4 | 63,1 | 42,9 | 55,5 | 7,0 | 1,8 | 0,6 | 1,3 | 8,9  |

#### Play-off
| Anno     | Squadra           | PG | PT | MP   | TC%  | 3P% | TL%  | RP  | AP  | PRP | SP  | PP  |
| -------- | ----------------- | -- | -- | ---- | ---- | --- | ---- | --- | --- | --- | --- | --- |
| 2017     | Toronto Raptors   | 6  | 0  | 4,3  | 45,5 | -   | 0,0  | 2,0 | 0,0 | 0,2 | 0,2 | 1,7 |
| 2018     | Toronto Raptors   | 9  | 0  | 15,6 | 54,8 | 0,0 | 78,9 | 4,0 | 0,7 | 0,3 | 0,4 | 5,4 |
| 2019     | San Antonio Spurs | 7  | 7  | 25,3 | 63,9 | 0,0 | 55,6 | 7,7 | 1,7 | 0,3 | 0,7 | 7,3 |
| Carriera | Carriera          | 22 | 7  | 15,6 | 57,7 | 0,0 | 66,7 | 4,6 | 0,8 | 0,3 | 0,5 | 5,0 |

#### Massimi in carriera
- Massimo di punti: 31 vs Portland Trail Blazers (16 novembre 2022)[7]
- Massimo di rimbalzi: 18 vs New Orleans Pelicans (23 febbraio 2023)
- Massimo di assist: 9 vs Denver Nuggets (7 novembre 2022)
- Massimo di palle rubate: 3 (13 volte)
- Massimo di stoppate: 6 (2 volte)
- Massimo di minuti giocati: 44 vs Atlanta Hawks (1º aprile 2021)

### G League
| Anno      | Squadra     | PG | PT | MP   | TC%  | 3P% | TL%  | RP   | AP  | PRP | SP  | PP   |
| --------- | ----------- | -- | -- | ---- | ---- | --- | ---- | ---- | --- | --- | --- | ---- |
| 2016-2017 | Raptors 905 | 2  | 2  | 33,5 | 56,0 | 0,0 | 40,0 | 13,0 | 1,0 | 1,0 | 3,0 | 16,0 |
| Carriera  | Carriera    | 2  | 2  | 33,5 | 56,0 | 0,0 | 40,0 | 13,0 | 1,0 | 1,0 | 3,0 | 16,0 |

## Palmarès
- Pete Newell Big Man Award (2016)
- Kareem Abdul-Jabbar Award (2016)